# Johann Jakob Reithard

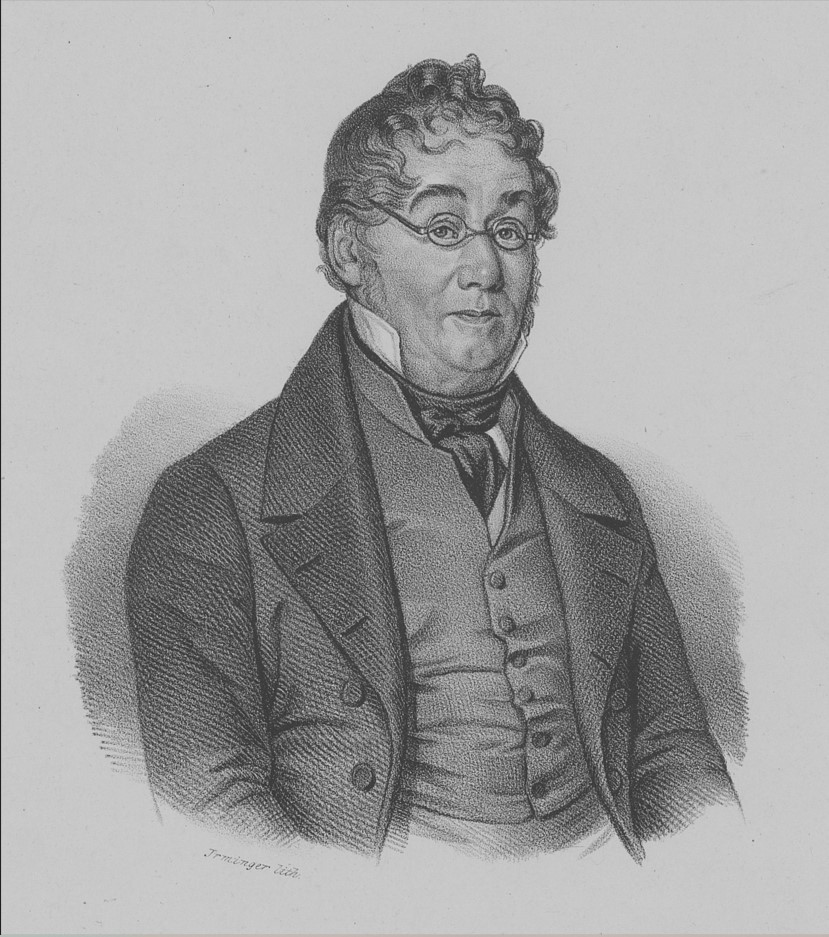
Portrait von Johann Jakob Reithard. Druckgrafik von Carl Friedrich Irminger, um 1850

Johann Jakob Reithard (* 15. März 1805 in Küsnacht; † 9. Oktober 1857 in Zürich) war ein Schweizer Dichter, Publizist und Pädagoge.

## Leben und Wirken
Reithard wuchs am Zürichsee auf. Er sollte ursprünglich reformierter Theologe werden, absolvierte jedoch von 1823 bis 1824 die Ausbildung zum Pädagogen im Institut von Johann Heinrich Pestalozzi in Yverdon-les-Bains. Ab 1825 war er Schulgründer und Lehrer in Chur, ab 1826 in Wädenswil und ab 1829 in Glarus. Ab den 1830er Jahren engagierte er sich zunächst als liberaler Publizist und Redaktor bei verschiedenen Schweizer Zeitungen und Zeitschriften. Von 1835 bis 1840 wirkte er als Bibliothekar im Städtchen Burgdorf, wo er mit Jeremias Gotthelf verkehrte. Seine Tätigkeit als Lyriker in der Tradition der Spätromantik und des frühen schweizerisch-patriotischen Liberalismus erstreckt sich über mehrere Jahrzehnte. Gedichte von Reithard wurden unter anderem von Hans Georg Nägeli vertont, dem Reithard später im Gegenzug einige Gedichte widmete. Von 1848 bis 1851 gab er den von Abraham Emanuel Fröhlich gegründeten Almanach Alpenrosen mit heraus.

## Werke (Auswahl)

### Eigenständige Publikationen
- Knospen, entsprossen in einsamen Stunden (Gedichte). Zürich 1822.
- Schweizerbilder. Burgdorf 1837.
- Gedichte. St. Gallen 1842.
- Wort eines Protestanten aus dem Kanton Zürich über die aargauischen Zustände. Luzern 1844.
- Radicale Jesuitenpredigt. Zürich 1845.
- Schweizerisches Familienbuch. Zürich 1847.
- Der Tag zu Zürich. Zürich 1851.
- Geschichten und Sagen aus der Schweiz. Frankfurt am Main 1853.

### Verstreute Texte
- 8 Gedichte. In: Alpenrosen auf das Jahr 1849. S. 189–213.

Die Klippe, Neujahrsepistel an J. Ulrich in Zürich, St. Helena und Paris, Der Abendstern, Das Klavier, Die Glasharmonika, Perlen sind mein Geschmeide, Altjahrabend
- Die Töchter des Ramsteiners. Erzählung. In: Alpenrosen auf das Jahr 1849. S. 219–284.
- 7 Musterstücke schweizerischer Volkssagen und Legenden. In: Alpenrosen auf das Jahr 1850. S. 313–337.

Der Richter von Bellenz, Der Kirchenbau zu Mühleberg, Der Brückenzoll, Die Brücke zu Bischofszell, Matris stella, Die Thalherren im Enziloch, Nidelgrete
- 7 Gedichte. In: Alpenrosen auf das Jahr 1850. S. 245–255.

Der Tod, Das losgerissene Blatt, An die Natur, Das Blumenfenster, Der Schwan, Stimmung, Der Ostermorgen im Walde
- 5 Schweizerische Volkssagen. In: Alpenrosen auf das Jahr 1850. S. 256–278.

Der Brunnenhans, Der Herr von Waldburg, Das heilig Stübli, Der Besserstein, Der Fischer am Rheinfall
- 4 Schweizerische Volkssagen. In: Alpenrosen auf das Jahr 1851. S. 165–180.

Das Gericht zu Nidau, Der Bannhölzer, Der Elbst, Das Nachtpferd Zawudschawu
- 21 Gedichte. In: Heinrich Kurz (Hrsg.): Blumenlese aus den neuern Schweizerischen Dichtern. Zürich 1860, S. 1–50.

Die Geister von Greifensee, Die beiden Gemsjäger, Der Eierhagel, Die Schlacht bei Näfels, Hauptmann Arnold Schick von Uri in der Schlacht bei St. Jakob im August 1444, Benedikt Fontana, Der Traum, Lebensbilder, Bergfahrt, Klage und Trost, An meine Gruft, Frühlingsahnung, Im Sommer, Im Herbst, Der Schweizer muss singen, Wasserfahrt, Bergeshöhe, Der Wettlauf, Verhängnis, Eulenweisheit, Höhe und Niedrigkeit
- Cuno auf der Hohen Rialt. In: Dietrich Jecklin (Hrsg.): Volkstümliches aus Graubünden. Band 2, Chur 1878, S. 90–94.
- Meister Hadloub, in: Alfred Schaer: Deutsch-schweizerische Lyrik der neueren Zeit, Zürich 1907, S. 148–149.
- Der Schmied von Surava. In: Bündnerisches Monatsblatt 12, 1953, S. 249–253. Digitalisat
- Der Lungensieder. In: Peter Ziegler: Sagen und Legenden rund um den Zürichsee, Stäfa 2005, S. 73–75.
- Die Linde zu Freiburg. Abgedruckt in: Alfred Egli: Johann Jakob Reithard – Dichter, Lehrer, Publizist. Ein Lebensbild. In: Küsnachter Jahrheft 2007, S. 49.